# Reynolds (Illinois)
Reynolds – wieś w Stanach Zjednoczonych, w stanie Illinois, w hrabstwie Rock Island.